# آرتور بروکس (بازیکن فوتبال)
آرتور بروکس (انگلیسی: Arthur Brooks; ۴ اکتبر ۱۸۹۱ – ۸ دسامبر ۱۹۷۶) بازیکن فوتبال بود.
از باشگاه‌هایی که در آن بازی کرده‌است می‌توان به باشگاه فوتبال گریمزبی تاون اشاره کرد.